# Ormetica ochreomarginata
Ormetica ochreomarginata är en fjärilsart som beskrevs av James John Joicey och Talbot 1918. Ormetica ochreomarginata ingår i släktet Ormetica och familjen björnspinnare. Inga underarter finns listade i Catalogue of Life.